# Вега (остров, Антарктика)

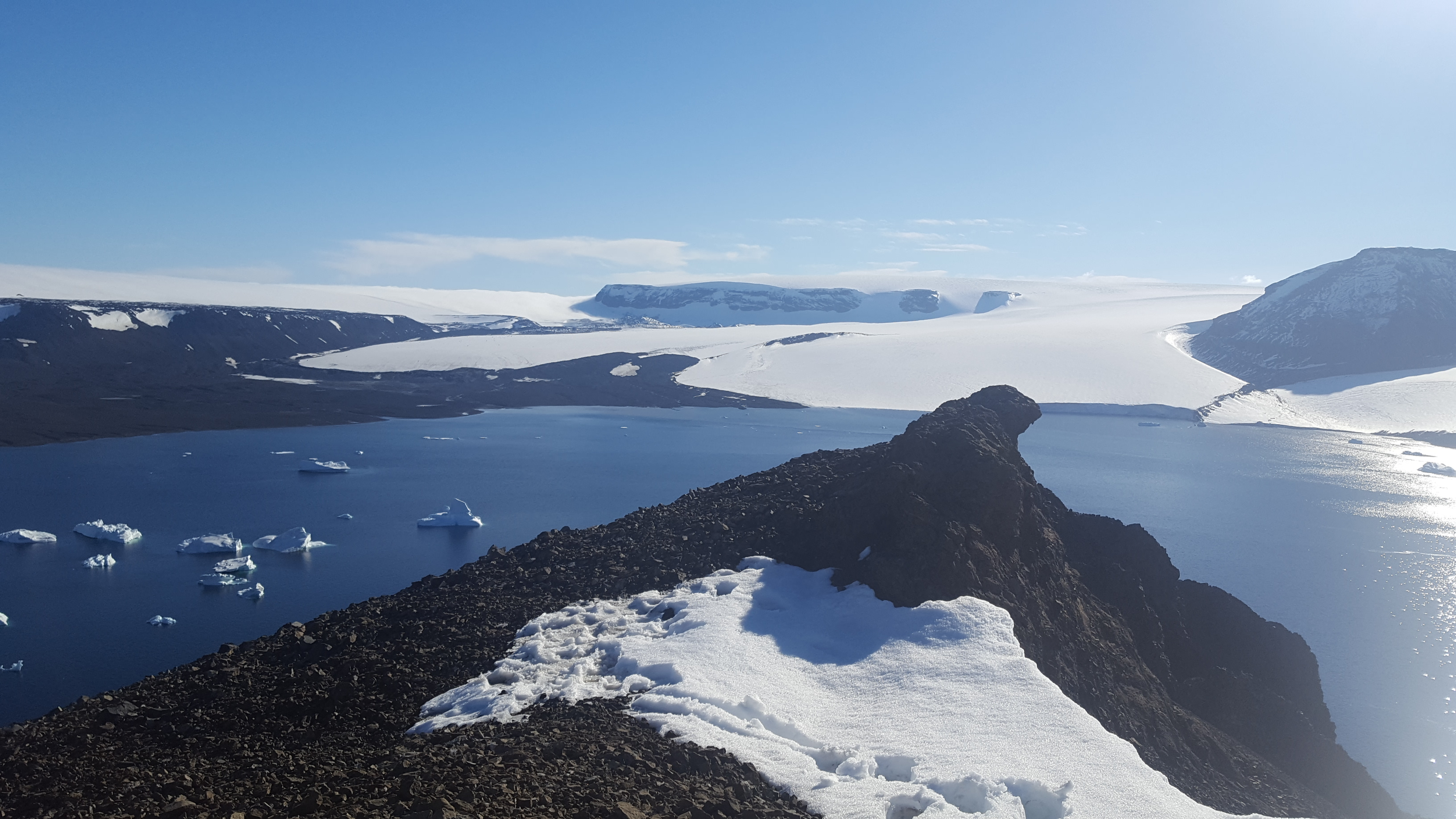
Вид на горы остров Вега

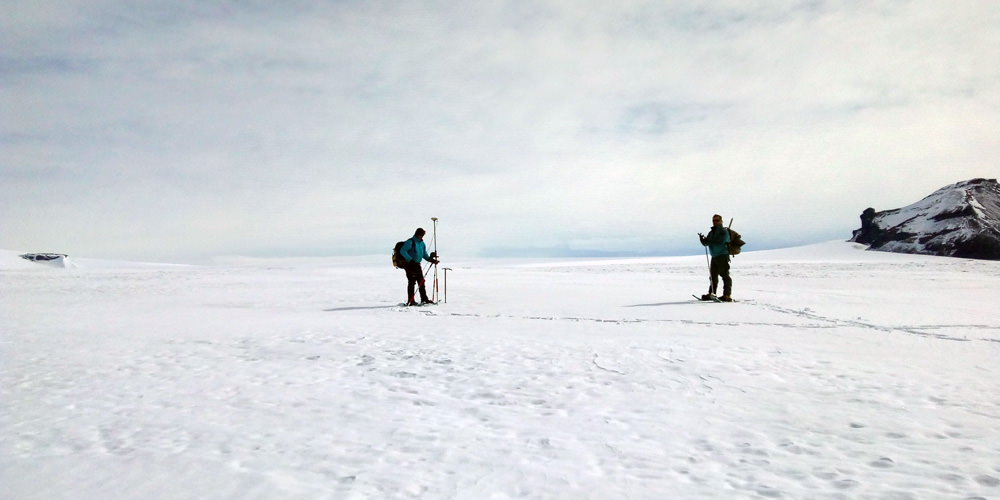
Ледник Баия-дель-Дьябло (Glaciar Bahía del Diablo)

Вега — небольшой остров у побережья Антарктиды (точнее — Антарктического полуострова). Расположен к северо-западу от Острова Джеймса Росса. Остров был назван Отто Норденшёльдом в честь корабля «Vega», который совершил первое плавание через северо-восточный проход в 1878—1879 годах (экспедиция «Веги»).
Является важным местонахождением для палеонтологии. Так, на Веге были найдены останки вегависа — вымершей птицы, принадлежавшей к эволюционной ветви, находившейся в сестринских отношениях с кладой Anseres, включающей семейства утиных (Anatidae) и полулапчатых гусей (Anseranatidae), и названной в честь острова. На острове Вега были найдены также гадрозавриды, плезиозавры (эласмозаврид Vegasaurus), мозазавры.